# Tepalcatepec
Tepalcatepec est une municipalité et une ville de l'État mexicain de Michoacán, situé dans le sud-ouest de la région de Tierra Caliente (es) de l'État.